# Fundación Equidad
La Fundación Ecuatoriana Equidad es una organización no gubernamental de Ecuador que trabaja por el bienestar y la reducción de la discriminación hacia las poblaciones LGBT ecuatorianas, en particular de hombres gais, así como de las personas afectadas por la epidemia del VIH/sida. Fue creada en 2000 y se encuentra presidida por el activista Efraín Soria.
La fundación ha tenido un papel notorio en el activismo LGBT ecuatoriano como organizadora de eventos como la Marcha del Orgullo LGBT de Quito, así como por promover la participación política de personas LGBT y realizar actividades educativas para la formación de nuevos activistas. Fue además una de las organizaciones seleccionadas para participar en el estudio clínico iPrEx, que confirmó la eficacia de la profilaxis preexposición para el VIH.

## Historia

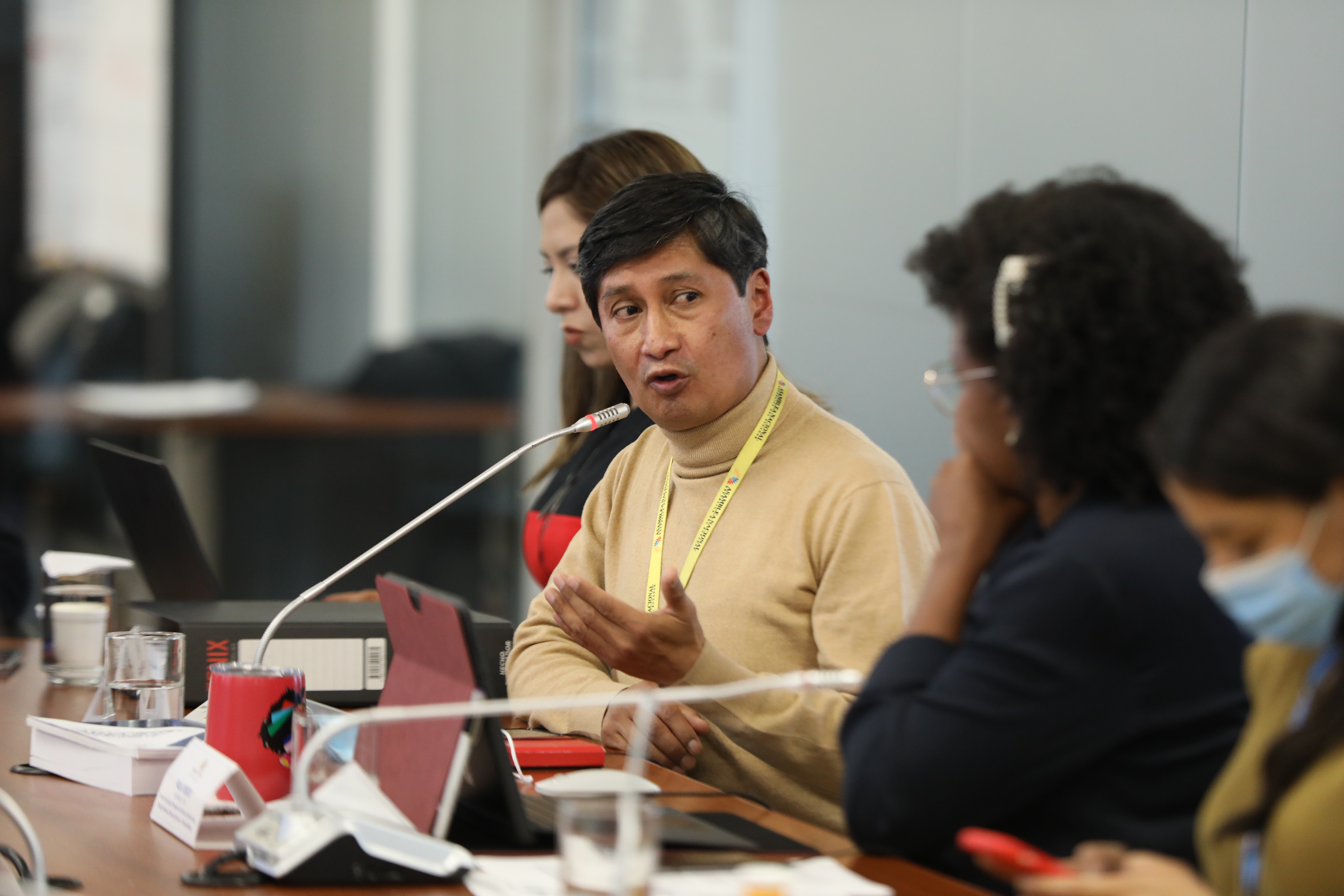
Efraín Soria, presidente de Equidad, durante una comparecencia en la Asamblea Nacional de Ecuador.

La fundación fue creada en 2000 mediante el acuerdo 1404 del Ministerio de Inclusión Económica y Social. Fue iniciada por un grupo de hombres gais, entre ellos Efraín Soria y Orlando Montoya, para buscar soluciones a las problemáticas que aquejaban a las personas LGBT en la época. En un principio, la fundación iba a llamarse Equinoccio, pero Montoya sugirió luego el nombre de Equidad.
Uno de los primeros proyectos de la fundación fue la elaboración de una investigación sobre el estado de la epidemia del VIH/sida en el país. Para ello trabajaron por tres años con ayuda del Laboratorio de Investigación Naval de Estados Unidos para cuantificar la prevalencia del virus en la población de hombres que tienen sexo con hombres en las ciudades de Quito, Guayaquil, Portoviejo, Machala y Esmeraldas. Los resultados de esta investigación fueron luego empleados por entidades como el Ministerio de Salud Pública para la creación de respuestas estatales a la epidemia y del primer plan estratégico de prevención centrado en estas poblaciones.
Desde 2005, la fundación se involucró en proyectos para aumentar la visibilidad de las poblaciones LGBT ecuatorianas, entre ellas el festival de la diversidad sexual, que desde ese año contó con la fundación como organizadora. En años posteriores, Equidad se mantuvo como organizadora, tanto del festival como de la Marcha del Orgullo LGBT de Quito. También ha organizado marchas del orgullo en otras ciudades, como Portoviejo.
Por su trayectoria en el trabajo relacionado con la prevención del VIH en el país, Equidad fue una de las organizaciones seleccionadas para participar en el estudio clínico iPrEx, organizado por el doctor Robert M. Grant, para confirmar la eficacia de la profilaxis preexposición para el VIH. En 2008, Equidad abrió en Guayaquil la Clínica del Hombre, un centro médico que ofrecía atención a hombres que tienen sexo con hombres en consultas relacionadas al VIH y desde donde se realizó el estudio iPrEx en el país, y que luego se amplió para tratar otras enfermedades venéreas. En años subsiguientes, Equidad ha continuado realizando trabajo sobre salud sexual y realizando pruebas de VIH en sedes como la de Quito.
Equidad también ha realizado trabajo informativo sobre la situación de las personas pertenecientes a la diversidad sexual en Ecuador, con proyectos como la revista Equidad, que editó por más de diez años, la creación de un informe nacional sobre derechos humanos de las poblaciones LGBT en 2014 y campañas sobre voto informado con las posturas de candidatos a cargos de elección popular respecto a temáticas de derechos LGBT.